# Maestro Francke
Maestro Nicola Francke, o Meister Francke (Zutphen, 1380-1390 circa – probabilmente Amburgo, 1435 circa), è stato un pittore tedesco.
Fu il principale pittore nell'area baltica della prima metà del Quattrocento, formatosi probabilmente in area fiamminga.

## Biografia e opere
Il frate domenicano Nicola Francke, originario di Zutphen in Gheldria, nacque tra il 1380 e il 1390 circa, nella Gheldria, la sua formazione probabilmente risentì dell'influsso dello stile gotico internazionale franco-fiammingo, importato, grazie alla francese duchessa Maria di Gheldria, attraverso numerosi codici miniati; successivamente venuto a contatto con la pittura di Maestro Bertram, divenne il massimo interprete dello stile gotico internazionale tedesco, fatto di slanci mistici sostenuti da un realismo minuzioso.
Del 1415 è il Polittico di Santa Barbara, conservato a Helsinki, realizzato probabilmente per la cattedrale del porto anseatico di Åbo in Finlandia, con parti scolpite al centro, probabilmente opera della bottega del pittore, oppure su suoi disegni, con il gruppo con la Morte di Maria e due rilievi in ciascuno dei lati interni degli sportelli con scene tratte dalla vita della Vergine. Nelle doppie ante dipinte otto scene della vita di santa Barbara. 
Nella scena con il Tradimento e punizione dei pastori, in un paesaggio costituito da quinte sceniche formate da piante, alberi, rocce, si vede la figura di Dioscuro, il padre della santa che con il suo seguito è all'inseguimento della figlia, rifugiatasi presso i pastori che sono di dimensioni molto più piccole, in base alla concezione tardo gotica della spazialità innaturale, con personaggi in secondo piano che possono, per ragioni espressive, essere ben più grandi di quelli in primo piano, mentre chiede informazioni ad un pastore, che in seguito al tradimento si vede trasformare le sue pecore in cavallette contrapposte al gregge ancora intatto e al cane dell'altro pastore. Anche pecore e cavallette non seguono regole spaziali, infatti sono della stessa grandezza.
Per quest'altare le fonti possono essere individuate sia nelle miniatura francesi, sia per quanto riguarda la plasticità delle figure nella pittura della Borgogna e nell'Altare di Wildung di Konrad von Soest.
Prima del 1420 realizza per la cattedrale di Münster due pannelli, andati distrutti, con la Vergine e di san Giovanni Battista. Nel dicembre 1424 si accorda con la confraternita degli Englandfahrer (Società dei viaggiatori d'Inghilterra) che radunava la maggior parte dei mercanti di Amburgo, per la realizzazione di un altare destinato alla chiesa cittadina di San Giovanni: l'Altare degli Englandfahrer, detto Altare di san Tommaso Becket, oggi conservato alla Kunsthalle di Amburgo, di cui rimangomo solo otto tavole: un frammento del pannello centrale dipinto con la Crocifissione e, delle doppie ante, quattro Scene della Passione (Flagellazione, Salita al Calvario, Deposizione e Resurrezione), due Scene dell'infanzia di Cristo (Adorazione del bambino e Adorazione dei Magi) e due Scene della storia di san Tommaso Becket su fondo rosso stellato. 

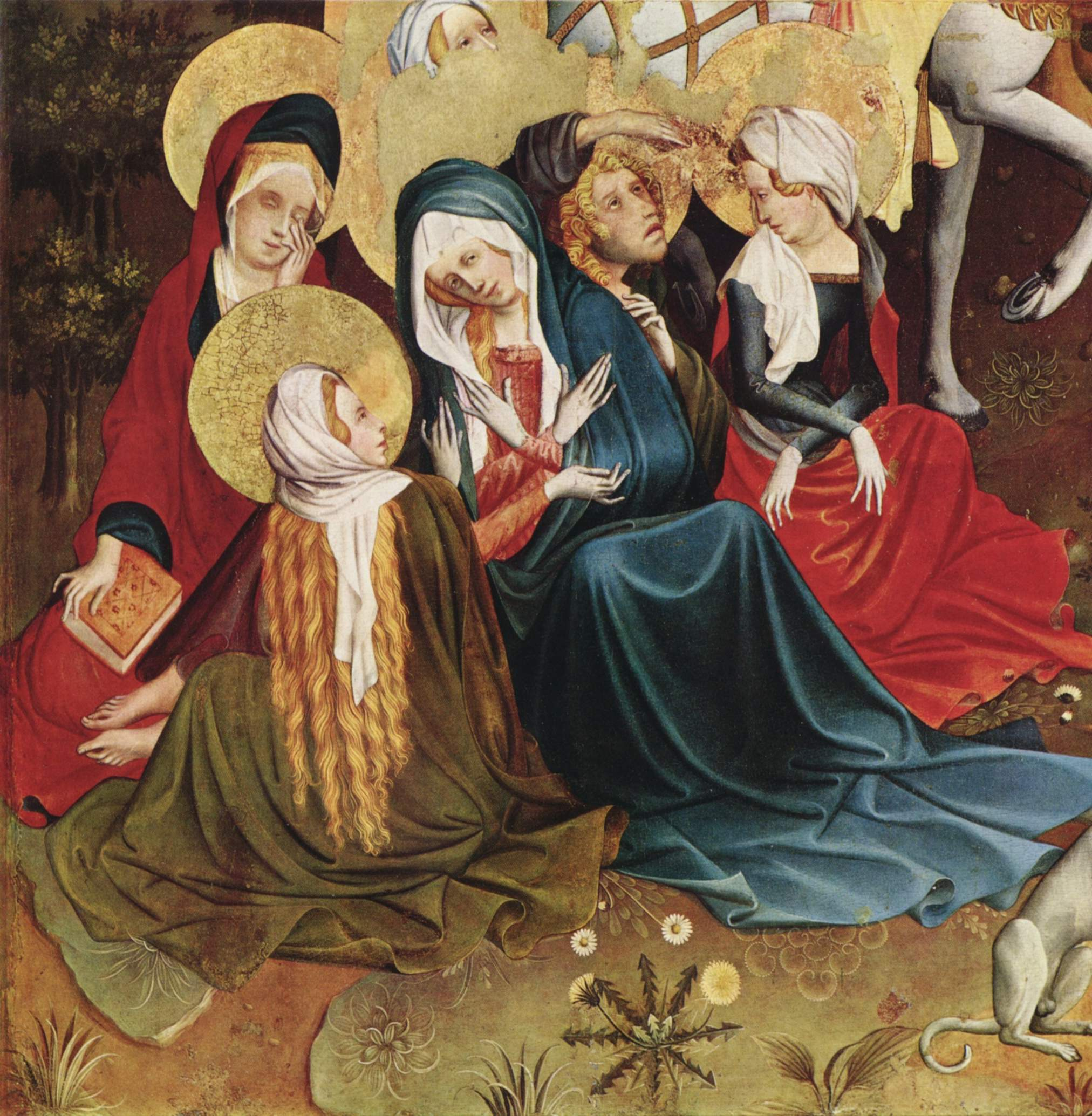
Frammento della Crocifissione con le dolenti

Nel 1429 realizzò un distrutto altare per la confraternita delle Teste Nere di Reval in Estonia. 
Del suo catalogo fanno parte anche il Cristo dolente, ora conservato a Lipsia e realizzato nel 1420 circa e la tavola con lo stesso soggetto realizzata nel 1425 circa e ora conservata alla Kunsthalle di Amburgo.

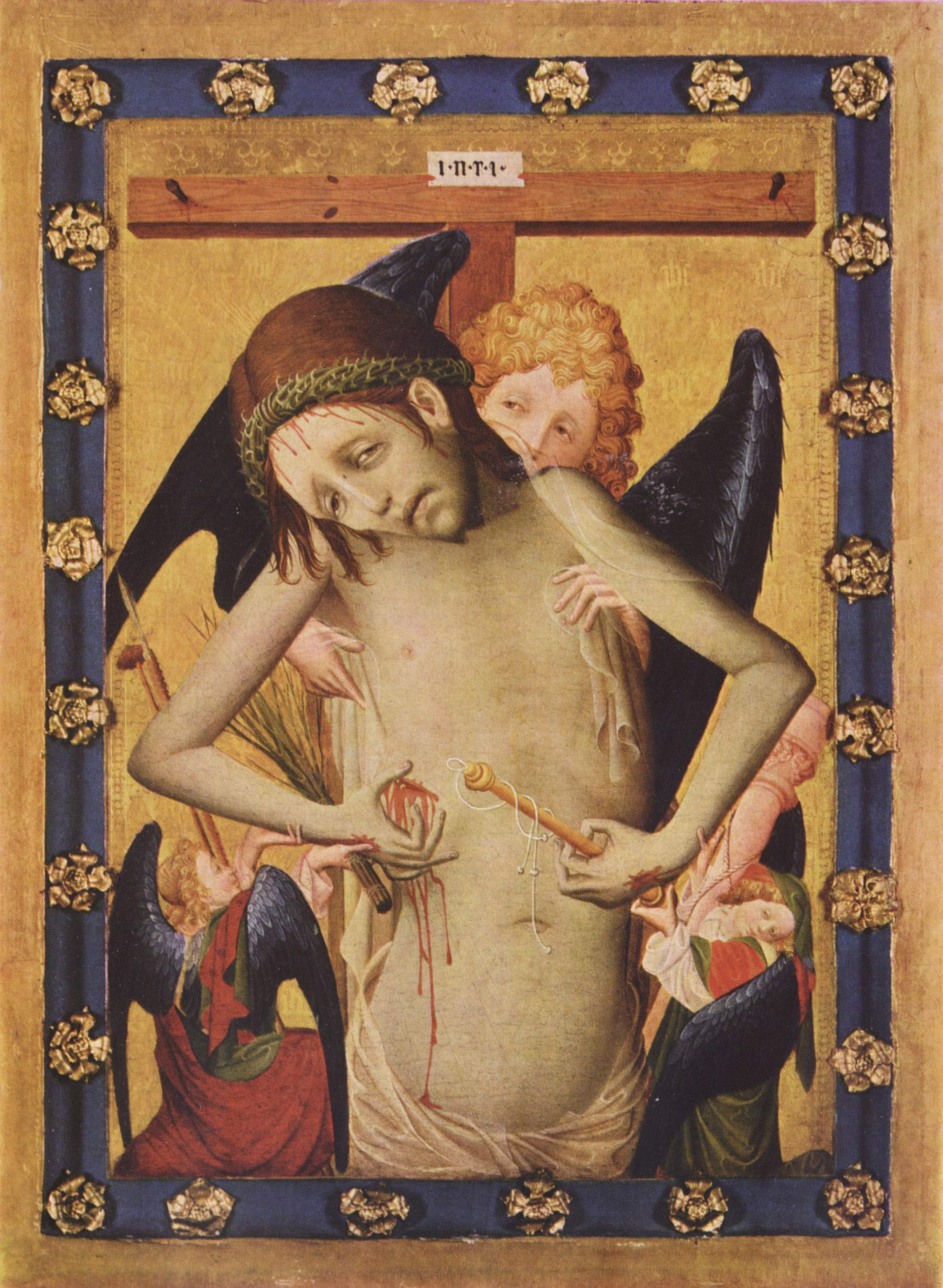
Cristo dolente, Museo delle Belle Arti di Lipsia
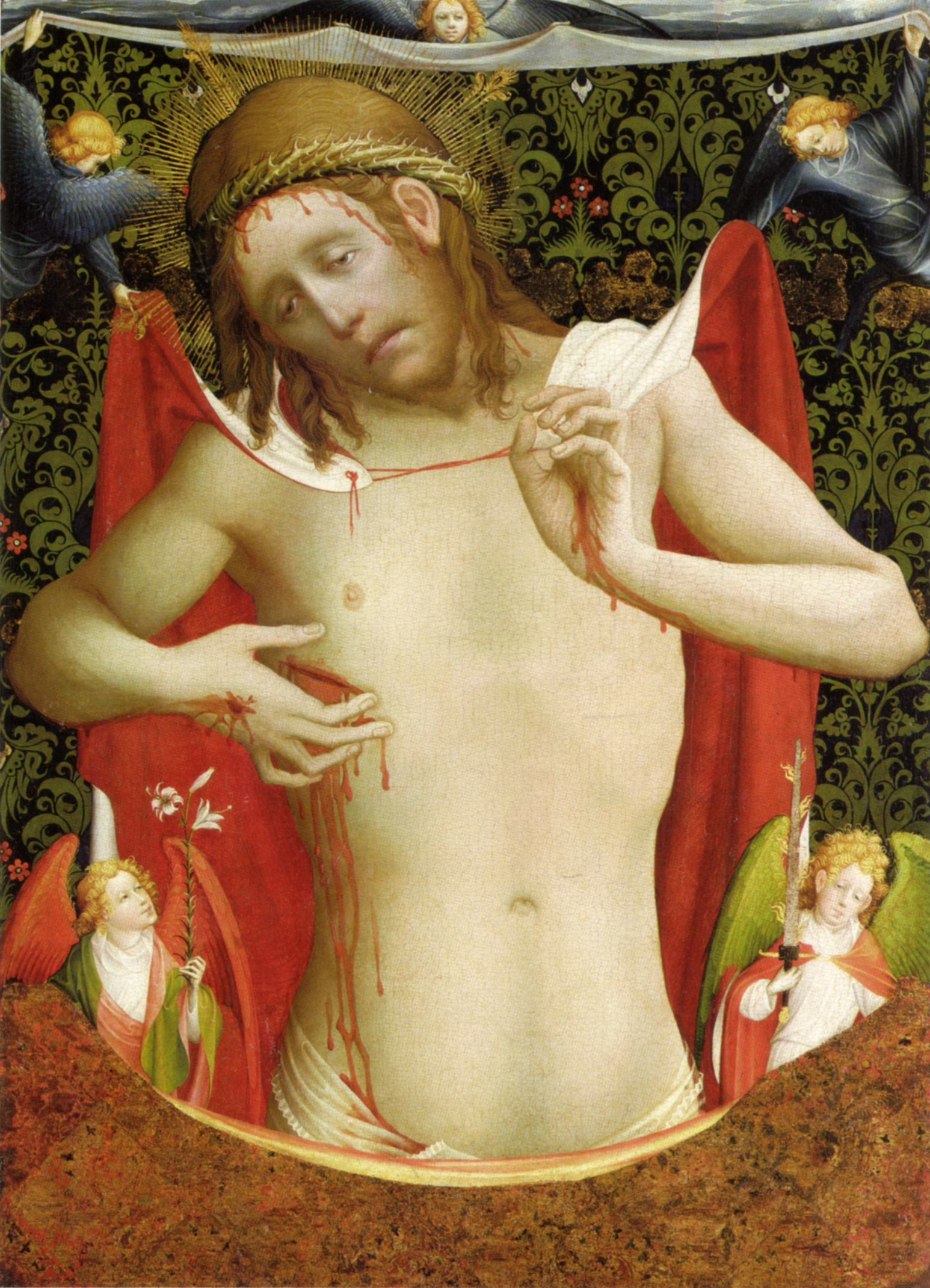
Cristo dolente di Amburgo, Kunsthalle